# Chích đớp ruồi mào xám
Seicercus tephrocephalus là một loài chim trong họ Phylloscopidae.